# Логор Метино брдо
Логор Метино брдо био је током Другог светског рата у Крагујевцу немачки затвор за припаднике партизанског покрета, њихове симпатизере, Роме и Јевреје, који су на том месту задржавани и испитивани. Подигнут је крајем 1941. године и био је једини такав логор у овом делу Србије. Према немачким изворима, то је био концентрациони логор, а према данашњим уобичајеним квалификацијама више прихватни и пролазни логор. Метино брдо било је 2. марта 1942. године место масовног стрељања, према неким изворима око 60, а према другима 173 логораша. Затворен је исте године.
У спомен на стрељане логораше 1987. године на Метином брду подигнут је споменик „Талац”, рад крагујевачког вајара Драгана Панића.

## Оснивање логора
На Метином брду у Крагујевцу је крајем новембра 1941. године формиран логор за заробљене устанике и цивилне таоце. У логору су постојале три бараке са по две осматрачнице, амбуланта и стражарница. Према неким изворима, налазио се на месту данашњег крагујевачког Дома здравља Бресница. Осим Немаца у процесу затварања и испитивања учествовали су и домаћи квислинзи, углавном из одреда четника Косте Пећанца и покрета Збор Димитрија Љотића.

## Деловање у логору
Први логораши били су таоци из Крагујевца, комунисти, одборници народноослободилачког одбора, Роми, Јевреји и сви они који су немачким фашистима били сумњиви. Заробљени борци су предавани немачком суду, или преком суду Николе Калабића. Већина бораца је била из околине Раче, Тополе и Аранђеловца.
Прво стрељање логораша организовано је 13. фебруара 1942. године, када је на Метином брду стрељана група партизана. Највећи злочин извршен је 2. марта 1942. године када је стрељано, према неким изворима 64, према другим 173, а трећи тврде да је тог дана стрељано чак 276 родољуба. Најмлађа жртва имала је 18, а најстарија 46 година. Тога дана стрељано је и пет чланова породице Вујановић из села Брезовца код Аранђеловца. Најмлађи стрељани је имао само 18 а најстарији 46 година.
Логораши који нису убијени у самом логору депортовани су у Бањички логор, Старо сајмиште или у Завод за принудно васпитање омладине у Смедеревској Паланци, као и у логоре у Немачкој, Норвешкој и Грчкој. Из овог логора одведени су у Бањички логор у Београду крагујевачки Јевреји, породица доктора Владислава Барона.
Логор је расформиран у јуну 1942. године. Преостали логораши су транспортовани у логор на Бањици, где је већина стрељана.
Познато је да је непосредно после Другог светског рата на Метино брдо доведена и група ухапшеника који су третирани као „народни непријатељи“, те да је и тада било појединачних или масовнијих егзекуција.

## Споменик страдалима
У спомен на стрељане логораше 1987. године на Метином брду подигнут је споменик „Талац”, рад крагујевачког вајара Драгана Панића који је и сам током рата био заробљеник у немачким логорима за војнике. Споменик представља младића чије су руке ланцима везане на леђима. Инспирисан је херојским делом студента Драгише Банића, који се бацио на пушкомитраљезе, омогућивши тиме бег неколицини својих сабораца.